# جمیل آکسو
جمیل آکسو (ارمنی: Ջեմիլ Աքսու؛ زادهٔ ۲۹ ژانویهٔ ۱۹۷۷) بوم‌شناس، روزنامه‌نگار، کنشگر سیاسی و اجتماعی و نویسنده اهل ارمنی‌تبار ترکیه است. وی همچنین سرویراستار نشریه Hamshetsu Gor می‌باشد.

## زندگی‌نامه
وی در ۲۹ ژانویهٔ ۱۹۷۷ در خوپا، استان آرتوین به دنیا آمد و از دانشگاه آنادولو فارغ‌التحصیل شد.  وی در سال ۱۹۹۶ به دلایل سیاسی بازداشت شد.